# Beaumont-Hague
Beaumont-Hague (prononcer /bomɔ̃ag/) est une ancienne commune française, du département de la Manche et la région Normandie, peuplée de 1 410 habitants.
Depuis le 1er janvier 2017, elle fait partie de la nouvelle commune de La Hague et a le statut de commune déléguée.

## Géographie

### Localisation
Les communes limitrophes sont Omonville-la-Rogue, Branville-Hague, Digulleville, Éculleville, Gréville-Hague, Herqueville, Sainte-Croix-Hague et Vauville.

### Géologie et relief
On trouve des trilobites au Petit-Beaumont.

## Urbanisme

### Voies de communication et transports
Lignes Cap Cotentin
- Ligne A : Orano La Hague ↔ Cherbourg-en-Cotentin Schuman-Delaville.
- Cap à la demande.

## Toponymie
Le nom de la localité est attesté sous la forme Bellomonte entre 1156 et 1172, et Bellus mons en 1182.
Toponyme médiéval issu de l'ancien français bel mont, où l'adjectif bel « beau » n'exprime pas nécessairement un jugement esthétique, mais le degré élevé d'une qualité : ici l'importance ou la hauteur du mont, qui culmine à environ 175 mètres et domine la côte.
Le déterminant -Hague, attesté aux XIVe et XVe siècles sous la forme « -en-la-Hague », puis au début du XIXe siècle sous la forme « -en-Hague », et vers 1880 sous sa forme actuelle, fait référence au pays de la Hague et à l'ancien doyenné du même nom, où la commune est située. Le nom de Beaumont-Hague fut tardivement officialisé par un décret ministériel du 13 novembre 1991, en remplacement de celui de Beaumont.
Selon l'association Magène, la commune est appelée Biâomount-Hague en normand.

## Histoire

### Moyen Âge
Le premier seigneur de Bellemonte, fils de Honfroi de Vaux, serait le descendant du Danois Turuffe ou « Torf », dont proviendrait le nom de la ferme du Tourp.
On trouve parmi les compagnons d'armes de Guillaume le Conquérant, Roger de Beaumont, récompensé par de larges domaines en Angleterre où il s'allie avec la famille de Warwick, mais ce seigneur, Roger barbatus, positionné dans l'actuel département de l'Eure, à Pont-Audemer et à Beaumont-le-Roger, appartient à une autre famille.
Jusqu'à la fin du XIIe siècle, le bourg appartenait à la famille de Vauville. En 1248, un Thomas de Beaumont participe aux croisades aux côtés de Louis IX. Jean de Beaumont, chambellan du même roi, lui aurait présenté Thomas Hélye. Un autre Jean de Beaumont, fils de Guillaume, est général des armées de Louis X entre 1314 et 1316. À la mort de celui-ci, sa sœur Thomasse hérite de ses terres. Elle épouse en 1332 Raoul IV d'Argouges, fils de Raoul III d'Argouges et Jeanne de Semilly, qui fait construire le manoir de la Madeleine.

### Temps modernes
Dans un aveu daté de 1500, Jean de Pirou est qualifié de seigneur de Beaumont en la Hague, dont dépendent Clitourps, Varouville, Réthoville, Cosqueville, Fermanville.
Jeanne de France donne en 1505 cette terre à Pierre Jallot, issue d'une famille originaire du Val de Saire, anoblie en 1479. Son fils aîné, Jean, hérite des terres de la Hague et fait bâtir le château de Beaumont, en 1597, tandis que le fils cadet, François, reçoit le manoir de la Madeleine.
Les Jallot, Pierre († 1589) écuyer, Jean (XVIe siècle), Pierre (v. 1644-1716) corsaire et officier de marine et Pierre-Guillaume (XVIIe siècle), mousquetaire et bâtisseur de l'hôtel de Beaumont à Valognes furent seigneurs de Beaumont et d'Herqueville.
En 1567, Pierre Jallot, écuyer, sieur de Beaumont est taxé pour ce fief de 12 livres dans le rôle des nobles et roturiers, au titre du ban et de l'arrière ban de la vicomté de Coutances, réalisé par Gilles Dancel, seigneur d'Audouville, lieutenant général du bailli de Cotentin, tenu à Coutances les 20-22 octobre. Le fief de Beaumont, qui valait un quart de fief de haubert, relevait de la vicomté de Valognes.

### Époque contemporaine
C'est Marie-Bonaventure Jallot (1753-1843), dernier comte de Beaumont, Thomas Lenepveu, maire, et l'homme d'affaires Charles Lepelletier, son gendre, qui firent construire le bourg de Beaumont au début du XIXe siècle, lui donnant ainsi son assise de chef-lieu de Canton.
Pendant la Seconde Guerre mondiale, une station de radio-guidage Knickebein de la Luftwaffe (armée de l'air allemande) a été installée sur cette commune.
La référence au pays « Hague », utilisée depuis longtemps, est officialisée par le décret du 19 décembre 1991, après délibération du conseil général de la Manche du 23 mai 1990.

## Politique et administration

### Circonscriptions administratives avant la Révolution
- Généralité : Caen.
- Élection : Valognes.
- Sergenterie : Tollevast.

### Circonscriptions administratives depuis la Révolution
- District : Cherbourg (1790-1795).
- Arrondissement : Valognes (1800), Cherbourg (1811).
- Canton : Beaumont (1790), La Hague (2015).

### Liste des maires

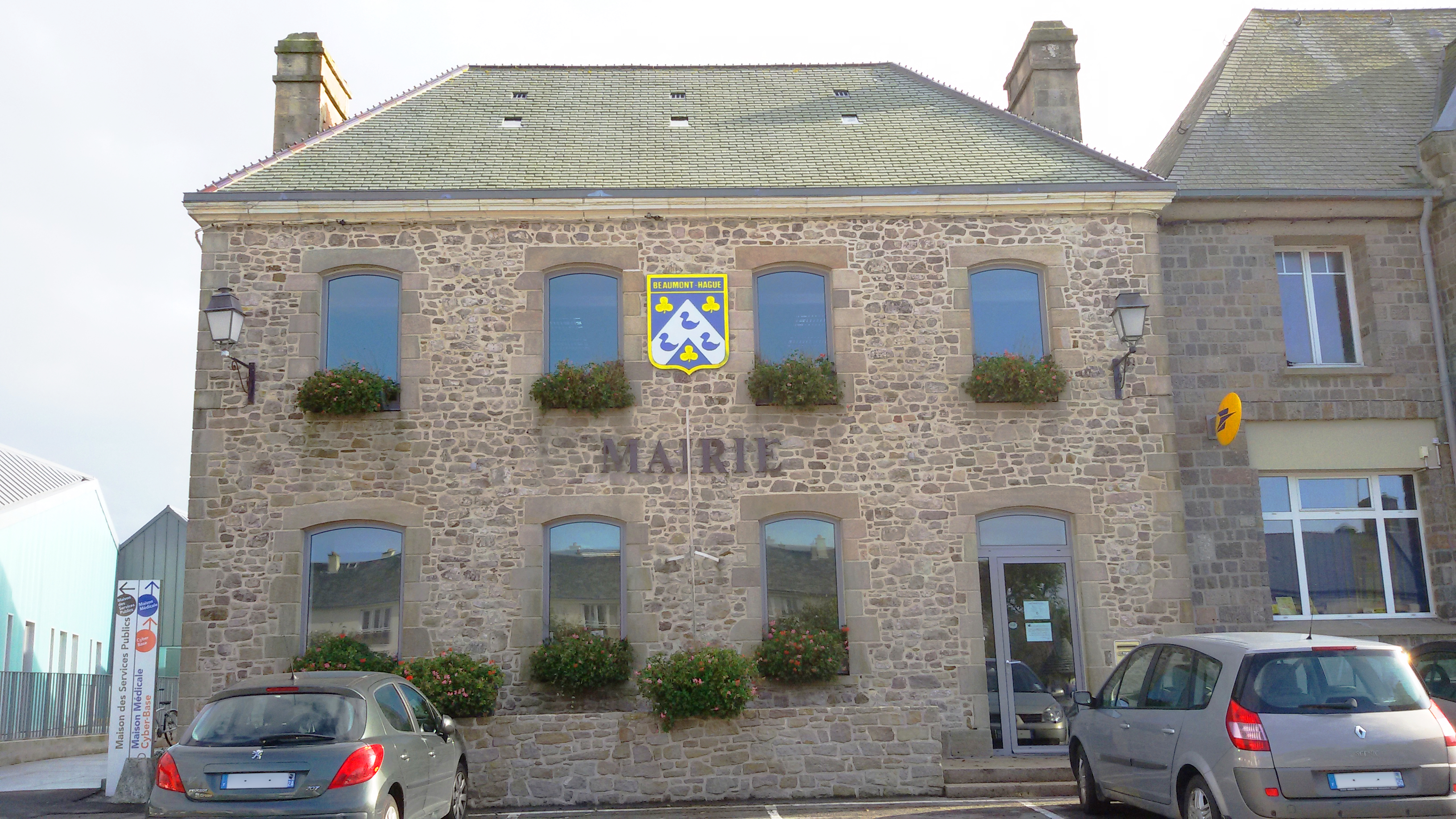
La mairie de Beaumont-Hague.

| Période                                  | Période        | Identité                           | Étiquette | Qualité |
| ---------------------------------------- | -------------- | ---------------------------------- | --------- | --- |
| Les données manquantes sont à compléter. |                |                                    |           | |
| ?                                        | 1794           | Louis Heleine                      |           | |
| 1795                                     | 1797           | Jean Le Moigne                     |           | |
| 1797                                     | 1798           | Jacques Lenepveu                   |           | |
| 1798                                     | 1800           | Guy La Galle                       |           | |
| 1800                                     | 1804           | Thomas Le Moigne                   |           | |
| 1804                                     | 1808           | Charles Heleine                    |           | |
| 1808                                     | 1815           | Jean Thomas Lenepveu               |           | Propriétaire terrien |
| 1815                                     | 1815           | Thomas Le Moigne                   |           | |
| 1815                                     | 1830           | Jean Thomas Lenepveu               |           | |
| 1830                                     | 1848           | Jean Charles Ouitre                |           | |
| 1852                                     | 1853           | Jean Thomas Lenepveu dit Lavalette |           | |
| 1853                                     | 1857           | Jean Louis Lagalle                 |           | |
| 1857                                     | 1865           | Constant Le Bailly                 |           | |
| 1865                                     | 1872           | Édouard Le Taillis                 |           | |
| 1872                                     | 1874           | Hyacinthe Heleine                  |           | |
| 1874                                     | 1878           | Guillaume d'Aigneaux               |           | |
| 1878                                     | 1904           | Auguste Louis                      |           | |
| 1905                                     | 1918           | Patris                             |           | |
| 1919                                     | 1929           | Félix Patris                       |           | |
| 1929                                     | 1942           | René Heleine                       |           | |
|                                          |                |                                    |           | |
| 1945                                     | 1947           | Jean Lefort                        |           | |
| 1947                                     | 1958           | Charles Renet                      |           | |
| 1958                                     | mars 1965      | Charles Lemarinel                  |           | |
| mars 1965                                | juillet 1969   | Émile Leconte                      |           | Pharmacien |
| 11 juillet 1969                          | septembre 1969 | Georges Josseaume                  |           | Curé-doyen de Beaumont, président de la délégation                                                                                                   |
| septembre 1969                           | mars 1971      | Émile Leconte                      |           | Pharmacien |
| mars 1971                                | décembre 1984  | Armand Collet                      |           | Agent CEA 1er vice-président du District de la Hague                                                                                                 |
| décembre 1984                            | septembre 1987 | Pierre Baticle                     |           | Agent technico-administratif, ancien adjoint au maire                                                                                                |
| septembre 1987                           | 2014           | Michel Laurent                     | DVD       | Technicien Areva Adjoint au maire (1984 → 1987) Conseiller général de Beaumont-Hague (1992 → 2015) Suppléant du député Claude Gatignol (2002 → 2007) |
| mars 2014                                | décembre 2016  | Bruno Léger                        | SE        | Agriculteur |

| Période      | Période      | Identité         | Étiquette | Qualité           |
| ------------ | ------------ | ---------------- | --------- | ----------------- |
| janvier 2017 | juillet 2020 | Bruno Léger      | SE        | Agriculteur       |
| juillet 2020 | En cours     | Sébastien Lelong |           | Agent de sécurité |

### Jumelages
- Beaumont-Hague est jumelée avec l'île Anglo-Normande d'Aurigny. Avec le jumelage de Lancieux (Côtes-d'Armor) et de Saint-Briac-sur-Mer (Ille-et-Vilaine), c'est un cas exceptionnel de jumelage entre deux communes qui sont en vue directe l'une de l'autre[réf. nécessaire].

## Équipements et services publics

### Enseignement
- Collège Le Hague-Dick
- École Côtis-Capel (élémentaire, publique)
- École Jacques-Prévert (maternelle, publique) : 88 enfants en 2016[17].

## Population et société
Les habitants de la commune sont appelés les Beaumontais.

### Démographie
L'évolution du nombre d'habitants est connue à travers les recensements de la population effectués dans la commune depuis 1793. À partir du 1er janvier 2009, les populations légales des communes sont publiées annuellement dans le cadre d'un recensement qui repose désormais sur une collecte d'information annuelle, concernant successivement tous les territoires communaux au cours d'une période de cinq ans. 
Pour les communes de moins de 10 000 habitants, une enquête de recensement portant sur toute la population est réalisée tous les cinq ans, les populations légales des années intermédiaires étant quant à elles estimées par interpolation ou extrapolation. Pour la commune, le premier recensement exhaustif entrant dans le cadre du nouveau dispositif a été réalisé en 2005,.
En 2021, la commune comptait 1 410 habitants, en évolution de −3,29 % par rapport à 2015 (Manche : +0,44 %, France hors Mayotte : +2,49 %).
Bourgade atteignant un pic de 849 habitants en 1851, la commune a vu sa population plus que doubler entre 1962 et 1968, du fait de l'implantation de l'usine de retraitement de la Hague, et accueillait 1 714 habitants en 1990 avant la fin du « Grand chantier ».
| 1793 | 1800 | 1806 | 1821 | 1831 | 1836 | 1841 | 1846 | 1851 |
| ---- | ---- | ---- | ---- | ---- | ---- | ---- | ---- | ---- |
| 508  | 538  | 601  | 838  | 884  | 895  | 883  | 839  | 849  |

| 1856 | 1861 | 1866 | 1872 | 1876 | 1881 | 1886 | 1891 | 1896 |
| ---- | ---- | ---- | ---- | ---- | ---- | ---- | ---- | ---- |
| 801  | 776  | 706  | 679  | 665  | 663  | 634  | 594  | 614  |

| 1901 | 1906 | 1911 | 1921 | 1926 | 1931 | 1936 | 1946 | 1954 |
| ---- | ---- | ---- | ---- | ---- | ---- | ---- | ---- | ---- |
| 606  | 632  | 621  | 550  | 495  | 480  | 513  | 559  | 506  |

| 1962 | 1968  | 1975  | 1982  | 1990  | 1999  | 2005  | 2010  | 2015  |
| ---- | ----- | ----- | ----- | ----- | ----- | ----- | ----- | ----- |
| 474  | 1 010 | 1 005 | 1 361 | 1 714 | 1 381 | 1 295 | 1 484 | 1 458 |

| 2018  | - | - | - | - | - | - | - | - |
| ----- | - | - | - | - | - | - | - | - |
| 1 379 | - | - | - | - | - | - | - | - |

### Sports et loisirs
L'Étoile sportive Pointe Hague fait évoluer deux équipes de football en ligue de Basse-Normandie et une troisième équipe en division de district. En 2010, le stade Maurice-Soulage accueille le Championnat du monde militaire de football féminin.
La piscine de la communauté de communes, outre le grand bassin, propose bassin ludique, saunas, hammam et jacuzzi.

#### Autres sports
- Badminton : Hague Smash Loisirs
- Basket-ball : Basket club de la Hague
- Fol'Car : Fol'car club de la Hague
- Gymnastique : Gymnastique volontaire de la Hague, Hague Gym
- Handball : Association Pointe Hague Handball.
- Judo, ju-jitsu et taïso : Judo club de la Hague
- Majorettes : Étoiles de la Hague
- Motocyclisme : Hague racing club, Hague racing club juniors
- Natation : Hague Natation, Centre aquatique Océalis
- Natation synchronisée : les Océanides de la Hague (club en sommeil).
- Tennis : Tennis club de la Hague
- Voile : AS Areva NC Nautisme
- Tir à l'arc : Club des archers de la Hague
- Water-polo : Hague Natation

### Cultes

#### Circonscriptions ecclésiastiques avant la Révolution
- Diocèse : Coutances.
- Archidiaconé : Cotentin.
- Doyenné : La Hague.

#### Patronage
- Dédicace de l'église paroissiale : Notre-Dame[23].
- Patron (présentation) : initialement l'abbaye du Vœu, puis le seigneur du lieu, les héritiers Juhel au XIVe siècle.
- Fête patronale : La Madeleine.

#### Circonscriptions ecclésiastiques actuelles
- Province ecclésiastique : Rouen
- Diocèse : Coutances et Avranches.
- Archidiaconé : Nord.
- Doyenné : Cherbourg-Hague.
- Paroisse : Bienheureux Thomas Hélye (chef-lieu paroissial).

## Économie
Petit bourg commerçant, Beaumont-Hague s'est développée avec l'implantation de l'usine de retraitement de la Hague dans les années 1960. Bien que domiciliée sur la commune, l'usine est située sur Omonville-la-Petite, Digulleville, Jobourg et, dans une moindre mesure, Herqueville. Beaumont héberge plusieurs sous-traitants d'Areva NC (Mécachimie, STMI, Salvarem…). Ancien chef-lieu de canton, il concentre également les équipements collectifs (collège, maison de la communauté de communes devenue mairie principale, piscine, bibliothèque, salles pour réunions publiques ou privées) et commerciaux (supermarché Super U, géré par l'entreprise locale Super Hague, et petits commerces : alimentation générale, quincaillerie, habillement, etc.).
- Clemessy (génie électrique) : 56 employés.
- Cotentin Laser (usinage d'acier, inox et aluminium) : 5 employés.
- Éfinor (Établissement financier de Normandie), siège
- Eiffage (bâtiment)
- Euridis Bretagne (groupe Efinor)
- Euridis Ingénierie (groupe Efinor)
- Normétal (groupe Efinor)
- Nuvia Process, entreprise spécialisée dans l'ingénierie
- Selca (Société électricité contrôle automatisme) : électricité, plomberie, chauffage
- Sema (machines et équipements)
- Veolia-Eau

## Culture locale et patrimoine

### Lieux et monuments

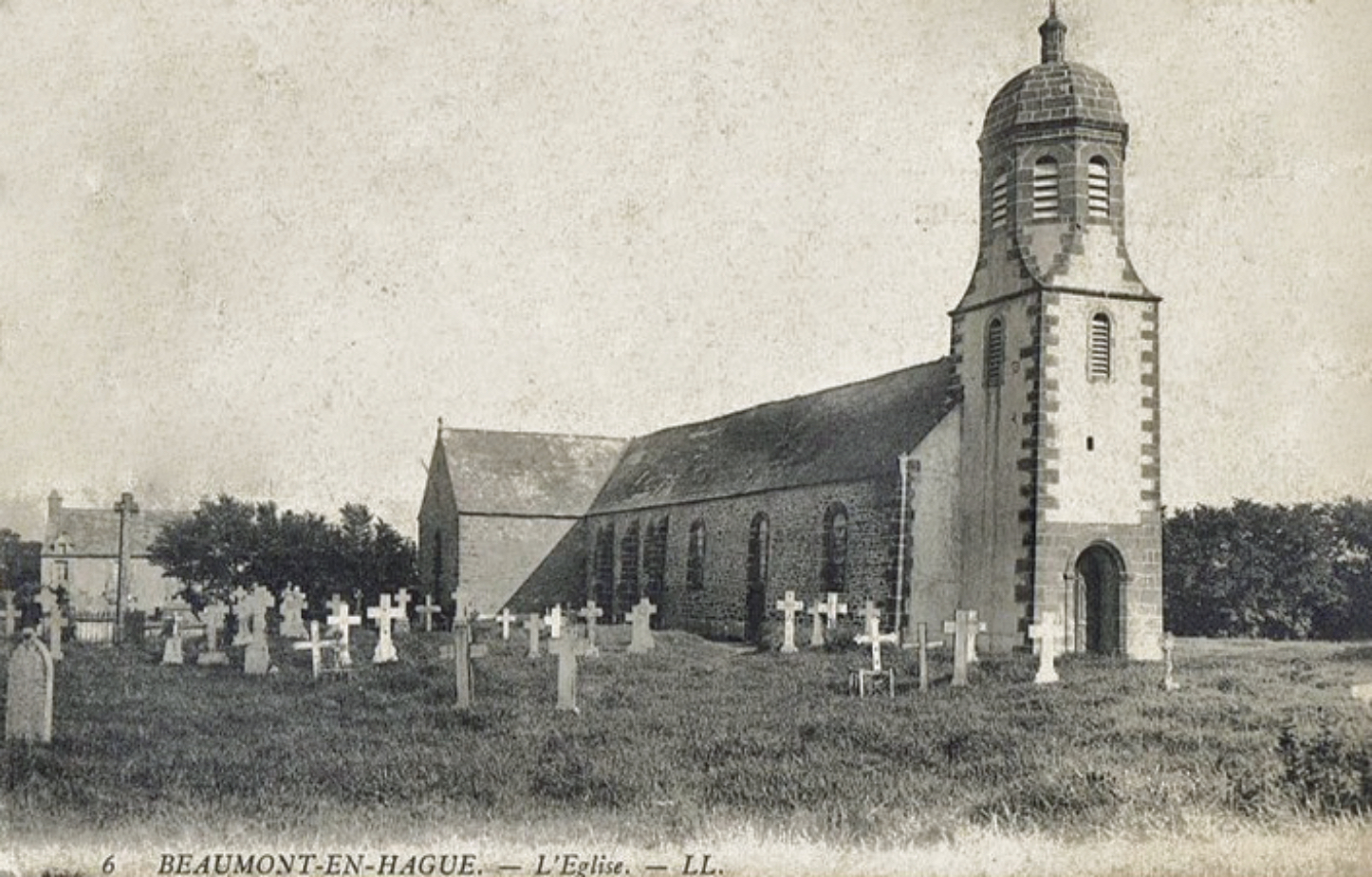
Carte postale ancienne de l'église Notre-Dame.

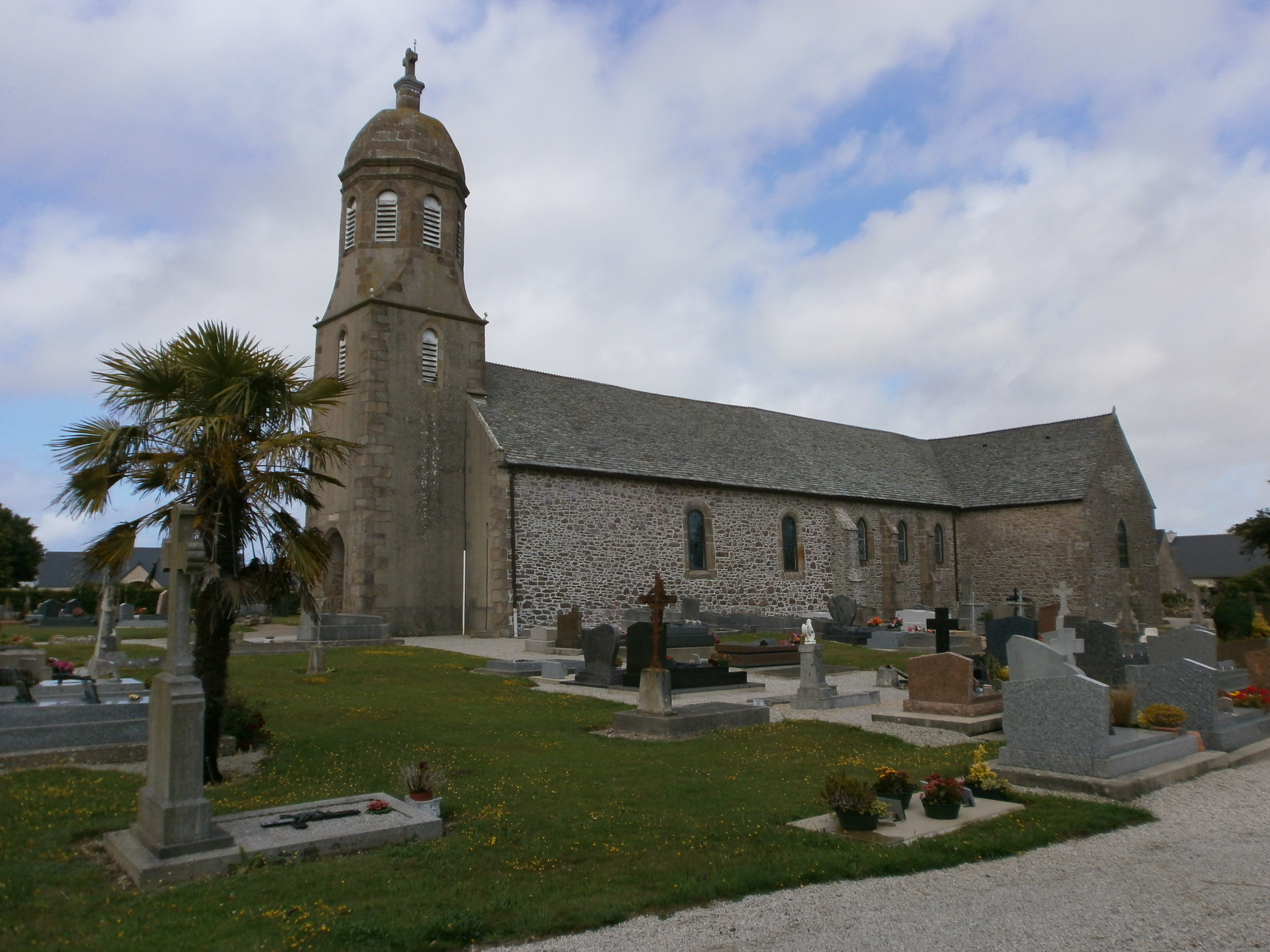
Vue sud de l'église.

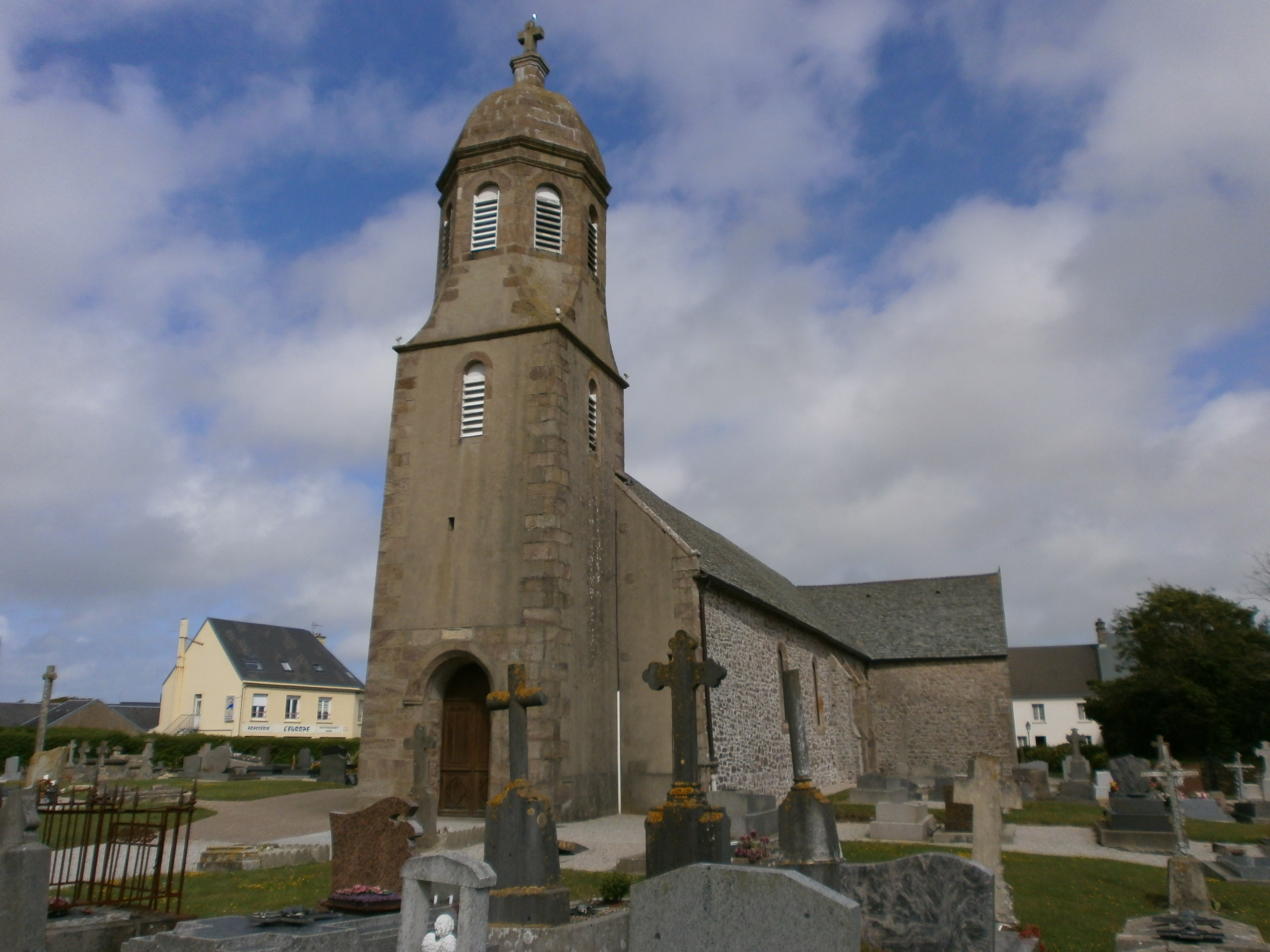
Vue sud-ouest de l'église.

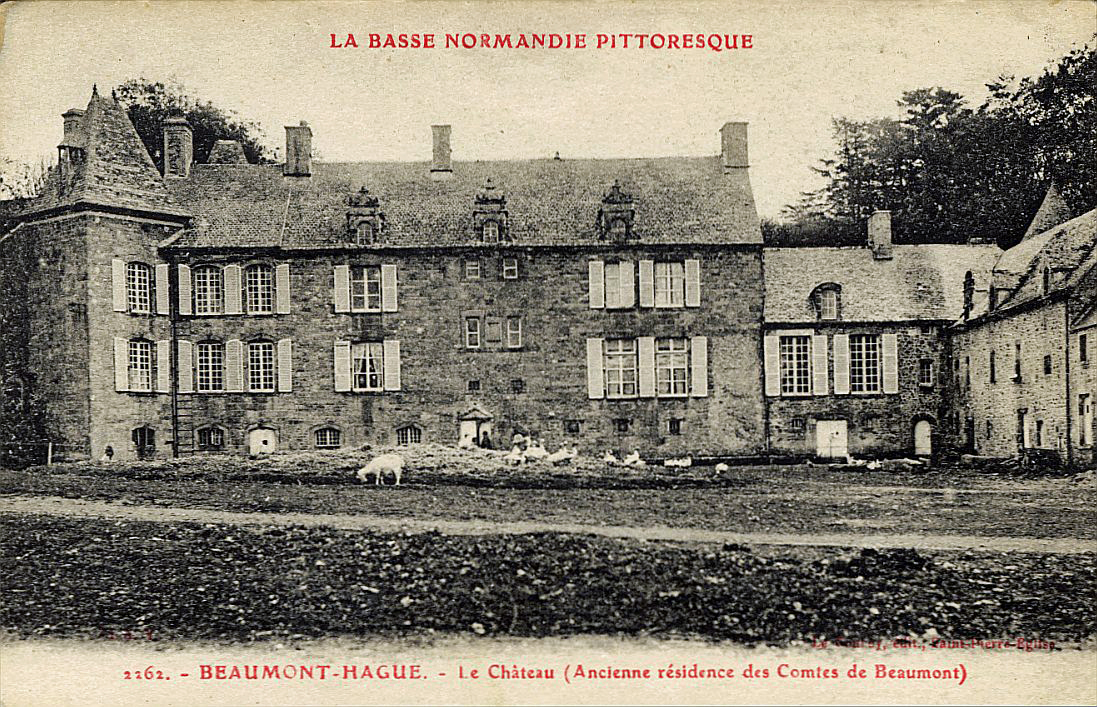
Le château de Beaumont-Hague, ancienne résidence des comtes de Beaumont.

- Église paroissiale Notre-Dame des XIIe, XVe – XXIe siècles[13]. Elle a été donnée par Henri II d'Angleterre à l'abbaye Notre-Dame du Vœu de Cherbourg en 1176. Elle a été rebâtie au XVe siècle. La nef et le chœur du XVe siècle, furent agrandis au XVIIIe (allongement de la nef, clocher-porche arrondi). Cette nef présente une série d'arcades et de croisées d'ogives reposant sur des consoles de granite[24].

En 1757, l'édifice est doté d'un clocher à base carrée, coiffé d'un dôme octogonal, solution architecturale comparable aux églises de Sainte-Croix-Hague et surtout de Gouberville (au moment de la construction, Pierre Guillaume Jallot est seigneur de Beaumont et de Gouberville).
L'église est de nouveau agrandie entre 1831 et 1835 d'un transept et d'un chœur.
En 1929, la foudre endommage le clocher, les portes, les vitraux et l'intérieur de l'église.
Le 30 juin 1944, lors des combats de la Libération, l'édifice est encore atteint et endommagé par les bombardements et l'explosion d'un char,. Le transept, la toiture et des vitraux sont détruits. Elle n'a été rendue au culte qu'en 1949 quand son clocher a été réparé et arrondi.
L'église abrite un ensemble de deux calices et patènes du XVIIe classés au titre objet aux monuments historiques ainsi qu'un ostensoir offert par Napoléon III. Sont également conservés le gisant d'un seigneur de Beaumont du XIIIe, une Vierge à l'Enfant du XVIIe, des têtes de saints du XIVe retrouvées en 2000, et une statue de saint Éloi du XVIIIe.
Dix-huit nouveaux vitraux sont installés en 1950, conçus par l'atelier de Gabriel Loire,. Les travaux de restauration de l'église sont bénits le 8 octobre 1950. L'intérieur est restauré en 2000. À cette occasion, on met au jour un gisant de chevalier qui reposait sous le dallage.
L'église est aujourd'hui rattachée à la nouvelle paroisse Bienheureux Thomas Hélye de la Hague du doyenné de Cherbourg-Hague.
- Château de Beaumont, ancienne résidence des comtes de Beaumont.

C'est Jeanne de France (v. 1447-1519), dite l'Amirale, fille naturelle de Louis XI, dame de Valognes qui acheta le château de Beaumont et le donna à Jean Jallot, qui sera anobli en 1477 et sera à l'origine d'une lignée de militaires, corsaires, et de fondeurs parmi lesquels Henri Robert Jallot de Rantot (1652-1718) et ses frères Pierre, Adrien et Jean. Le château fut reconstruit en 1597, dans le style Renaissance, par Jean Jallot seigneur de Beaumont.
Au début du XVIIIe siècle, Charles Jallot (1626-1722), enrichi grâce à la course en mer, agrandit le château. Sans postérité, c'est Pierre-Guillaume Jallot (1710-1771), fils de Pierre Jallot (v. 1644-1716) lui même frère de Charles, qui en hérite avec le titre de comte de Beaumont. Pierre-Guillaume, mousquetaire du roi fera construire à Valognes, l'hôtel de Beaumont. Anne Françoise de Cairon de la Pallu épouse de Pierre-Guillaume Jallot, ayant perdu la raison, mise sous curatelle par ses fils, restera cloîtrée trente-quatre ans dans la chambre du château de Beaumont, où elle meurt en 1806.
Le château, en partie détruit en 1944, sera reconstruit au lendemain de la Seconde Guerre mondiale dans un style Renaissance en réemployant des éléments anciens. Côté jardin, le premier étage est de plain-pied. Une salle voûtée, qui devait être la salle des gardes, située dans une habitation en prolongement du château a été épargnée par les bombes, comme une orangerie du XVIIIe siècle avec ses arcades.
- Manoir de la Madeleine (fin XVIe siècle)[13], inscrit aux monuments historiques[37].
- Hague-Dick, ouvrage fortifié de terre de l'âge du bronze, agrandi par les vikings au IXe siècle et qui barrait la pointe de la Hague entre Vauville et la baie de Quervière, traversait Beaumont[13]. Il est inscrit au titre des monuments historiques par arrêté du 10 mai 1988[38].
- Tumulus de l'âge du bronze à la Fosse-Yvon[39].
- Rue Jallot avec ses maisons en granit du début du XXe siècle[13]. La rue (entre le n°2 et le n°44) est créée à la fin du XVIIIe siècle par Marie-Bonaventure Jallot (1753-1843), dernier comte de Beaumont, fils de Pierre-Guillaume. Pour ce faire, il cède devant le notaire Bon Marin Duval, ses terrains sur le plateau de Beaumont[24]. La rue est étrangement orientée sud-ouest/nord-est correspondant aux vents dominants[24]. Les façades sont à quatre, six ou huit ouvertures, voire plus[24]. Elle est ensuite prolongée par l'actuelle place de la Madeleine jusqu'à la Croix-Bézuel.
  - Au no 4, à l'arrière, ancienne caserne de douaniers du XIXe siècle[24] ;
  - Au no 6, ancien bureau de poste avec un relais électromécanique jusqu'aux années 1950[24] ;
  - Au no 12, ancienne école des filles du XIXe siècle, dont le volume rompt l'homogénéité de l'ensemble[24] ;
  - Au no 31, maison à huit ouvertures avec un millésime L'AN 1814 sur le linteau[24].
- Croix Bézuel (1803) qui remplace une très ancienne croix détruite lors de la Révolution.
- Ferme de la Cour, une habitation agricole située Rue de Beaumont : l'habitation originelle à quatre fenêtres ou jours réduits et une cheminée, est construite en 1773. Elle est complétée rapidement à gauche par une charreterie[40].

Quand l'élevage devient la règle au XIXe siècle, une grange et une étable avec deux portes contigües et un jour sont édifiées à droite de l'habitation.
- Hameau Es-Jalles.
- Monument aux morts : une stèle située près de l'église Notre-Dame et portant une croix latine et des palmes. Entouré de quatre obus, il porte l'épitaphe : « À ses enfants morts pour la France, la commune de Beaumont-Hague 1914-1918. »
- Le Mont : panorama sur la vallée d'Herquemoulin (hameau d'Herqueville).

### Personnalités liées à la commune
- Pierre Guillaume Jallot (1710-1771), comte de Beaumont

### Héraldique
|  | Blasonnement : D'azur au chevron d'argent chargé de trois merlettes du champ, celles en pointe affrontées, et accompagné de trois trèfles d'or. Ces armes seraient celles de Thomasse de Beaumont, épouse de Raoul d'Argouges en 1332. Ce sont également celles des Jallot, seigneurs de la paroisse jusqu'à la Révolution. |